# Benny Engelbrecht
Pour les articles homonymes, voir Engelbrecht.
Benny Engelbrecht, né le 4 août 1970 à Amager (Danemark), est un homme politique danois, membre du parti Social-démocratie (SD). Il est ministre de la Fiscalité entre 2014 et 2015 puis ministre des Transports entre 2019 et 2022.

## Biographie
Benny Engelbrecht est élu député au Folketing pour la première fois lors des élections législatives de 2007.
Il est réélu pour un second mandat lors des élections législatives de 2011. Il devient alors président de la commission parlementaire sur les transports.
Le 2 septembre 2014, il est nommé ministre de la Fiscalité dans le gouvernement de Helle Thorning-Schmidt, à la faveur d'un remaniement déclenché par la nomination de Margrethe Vestager à la Commission européenne.
Il remporte un troisième mandat lors des élections législatives de 2015 qui marquent le retour des sociaux-démocrates dans l'opposition. Pendant cette mandature, il est le porte-parole de son groupe pour les affaires financières, et vice-président de la commission des finances.
Il est réélu pour un quatrième mandat lors des élections législatives du 5 juin 2019. Le 27 juin, il est nommé ministre des Transports dans le gouvernement formé par Mette Frederiksen après le scrutin.
Le 3 février 2022, il annonce sa démission du gouvernement après que la Liste de l'unité, un parti de la majorité, ait annoncé ne plus le soutenir comme ministre en raison d'une affaire de non-communication au Parlement d'informations sur l'impact environnemental d'un projet d'infrastructures du ministère. Quelques jours plus tard, il redevient porte-parole de son groupe parlementaire pour les finances. Il conserve ce rôle après sa réélection pour un cinquième mandat lors des élections anticipées du 1er novembre,.
En décembre 2024, il est fait commandeur de l'ordre de Dannebrog.